# 상홍양

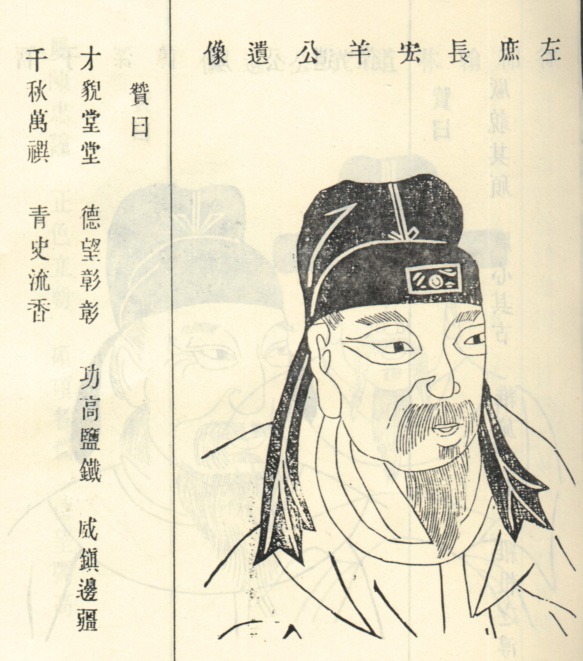

상홍양(桑弘羊, 기원전 152년 ~ 기원전 80년)은 전한 중기의 관료로, 하남군 낙양현(雒陽縣) 사람이다. 무제 때 균수법(均輸法)·평준법(平準法)·전매제 등을 실시하여 재정면에서 막대한 권력을 휘둘렀다.

## 생애
본디 장사꾼의 자식이었는데, 어릴 때부터 셈에 탁월하여 열세 살 때 조정의 부름을 받아 시중(侍中)이 되었다.
원수 3년(기원전 120년), 소금·철·술의 전매를 실시하여 막대한 효과를 거두었다. 이때의 공으로 대농승(大農丞)에 임명되었고, 이후 균수법을 추진하였다.
원봉 원년(기원전 110년) 치속도위(治粟都尉) 겸 영대농(令大農)에 임명되었고, 지방에 염철관(鹽鐵官)·균수관(均輸官)을 설치하여 그 정책을 구체화하는 한편 각지의 물류를 조정하여 재정 수입을 늘렸다. 이 공으로 좌서장 작위를 받았다.
하지만 이러한 상홍양의 정책에 반발하는 이들이 많았다. 시원 6년(기원전 81년), 전국의 지식인들이 수도로 와 상홍양의 정책을 비판하고 소금·철·술의 전매를 폐지할 것을 주장하였다. 어사대부 상홍양은 이에 반론을 펼쳤고, 그 결과 술의 전매는 폐지되었으나 이외의 정책은 유지되었다.
한편 무제가 후원 2년(기원전 87년) 갑자기 죽으면서 어사대부가 되어 대사마·대장군 곽광, 거기장군 김일제, 좌장군 상관걸과 함께 무제의 병상에서 유조를 받아 어린 소제의 보정을 맡았다. 그러나 모든 결정은 보정대신 중 곽광이 오로지했다. 시원 7년(기원전 80년), 상관걸과 함께 연날왕을 제위에 앉히려는 음모를 꾸미다가 발각되어 주살되었다.

## 출전
- 사마천, 《사기》 권30 평준서
- 반고, 《한서》 권24상 식화지 上·권68 곽광김일제전

## 같이 보기
- 염철론

| 전임 장성 | 전한의 대농령 (대행) 기원전 110년 ~ 기원전 100년 | 후임 (대사농으로 유임) |

| 전임 (대농령에서 유임) | 전한의 대사농 기원전 100년 ~ 기원전 96년 | 후임 (사실상) 양창 |

| 전임 상구성 | 전한의 어사대부 기원전 87년 2월 을묘일 ~ 기원전 80년 | 후임 왕흔 |